# Cantan en español
Cantan en español è un album di Al Bano e Romina Power, versione in spagnolo di Che angelo sei, pubblicato nel 1983 in Spagna.

## Tracce
1. Qué ángel será (Cristiano Minellono, Romina Power, Albano Carrisi)
2. Isla para dos (Nakajima Miyuki, Romina Power, Guido Clericetti)
3. Meditando (Romina Power, Albano Carrisi, Romina Power)
4. Por qué (Romina Power, Albano Carrisi)
5. Un hombre solitario (Romina Power, Albano Carrisi)
6. Tu y solo tu (Cristiano Minellono, Michael Hoffman, Dario Farina, adapt. Luis Gómez Escolar)
7. Parigi è bella (Cristiano Minellono, Dario Farina)
8. 1961 (Albano Carrisi)
9. También tú (Romina Power, Albano Carrisi)
10. Yo te busco (Romina Power, Albano Carrisi)

## Formazione
- Al Bano - voce
- Romina Power - voce
- Gunther Gebauer - basso
- Mats Bjorklund - basso
- Curt Cress - batteria
- Charly Hornemann - basso
- Geoff Bastow - synth
- Paola Orlandi - cori
- Gabriele Balducci - cori
- Lalla Francia - cori
- Moreno Ferrara - cori